# Флаг Анапы
Флаг муниципального образования город-курорт Ана́па Краснодарского края Российской Федерации — опознавательно-правовой знак, служащий официальным символом муниципального образования.
В 1994 году, в целях совершенствования управления социально экономическим комплексом курортного региона Анапа, управление городом Анапой и Анапским районом возложено на единую администрацию. Администрации города Анапы и Анапского района преобразованы в администрацию курорта Анапа с единым органом местного самоуправления.
С 16 сентября 1996 года — курорт Анапа как муниципальное образование, именуется город-курорт Анапа.
В 2004 году муниципальное образование город-курорт Анапа наделено статусом городского округа.
Ныне действующий флаг утверждён 8 апреля 2005 года и внесён в Государственный геральдический регистр Российской Федерации с присвоением регистрационного номера 1877.

## Флаг 2005 года

### Описание
«Флаг города-курорта Анапы представляет собой прямоугольное голубое полотнище с отношением ширины к длине 2:3, воспроизводящее композицию герба города-курорта: вдоль нижнего края жёлтая полоса (габаритный размер которой составляет 1/4 полотнища), разделённая тонкими чёрными линиями в виде кирпичной кладки; верхний край полосы вырезан в виде стенных зубцов, нижний — в виде бегущих волн. Посередине основной части полотнища (над полосой) — жёлтое солнце».

### Обоснование символики
Флаг города-курорта Анапы разработан на основе герба и отражает исторические, географические и экономические особенности города.
Символика всех фигур на флаге многозначна.
Изображение жёлтой стены с одной стороны подчёркивает стратегическую важность Анапской крепости на Черноморском побережье, а с другой символизирует богатую историю города, возникшего как Синдская гавань в IV веке до нашей эры.
Двадцать пять лучей солнца говорят о двадцатипятивековой истории города.
Солнце — символ света и тепла указывает на город как на самое солнечное место Черноморского побережья Кавказа.
Изображение волн указывает не только на прибрежное положение города, но и на важность его для международной морской торговли в течение многих столетий.
Жёлтый цвет (золото) в геральдике символизирует богатство, стабильность, интеллект, уважение.
Голубой цвет (лазурь) — символ чести, славы, преданности, добродетели, чистого неба и водных просторов.

## Флаг 1999 года
Флаг — белое полотнище с синими «волнами» в нижней части. Вверху у древка — герб города.